# Pièce de 10 francs Roland Garros
Pour les articles homonymes, voir 10 francs et Roland Garros (homonymie).
La pièce de 10 francs Roland Garros est une pièce commémorative émise en 1988 à l'occasion du centenaire de la naissance de l'aviateur.

## Description
Dessinée par le graveur Hervé Duetthe, cette pièce représente à son avers le portrait de l'aviateur Roland Garros et un avion Morane-Saulnier, entreprise avec laquelle il a travaillé en collaboration pendant la première année de la Première Guerre mondiale pour mettre au point le système de tir au travers du champ de l'hélice. À noter une erreur du graveur puisque Roland Garros n'a jamais piloté l'appareil représenté sur la pièce, le "M-S Type N". Le revers porte une tête d'oiseau de profil aux ailes déployées se détachant sur le contour du littoral ouest de la France.
Dérivée du type Mathieu, cette pièce utilise les mêmes flans en cuivre 920, nickel 60 et aluminium 20 avec une tolérance de +/- 10 millièmes et présente les mêmes caractéristiques physiques avec un diamètre de 26 mm et une épaisseur de 2,5 mm pour une masse de 10 grammes mais une tolérance de + 50 / - 10 millièmes.

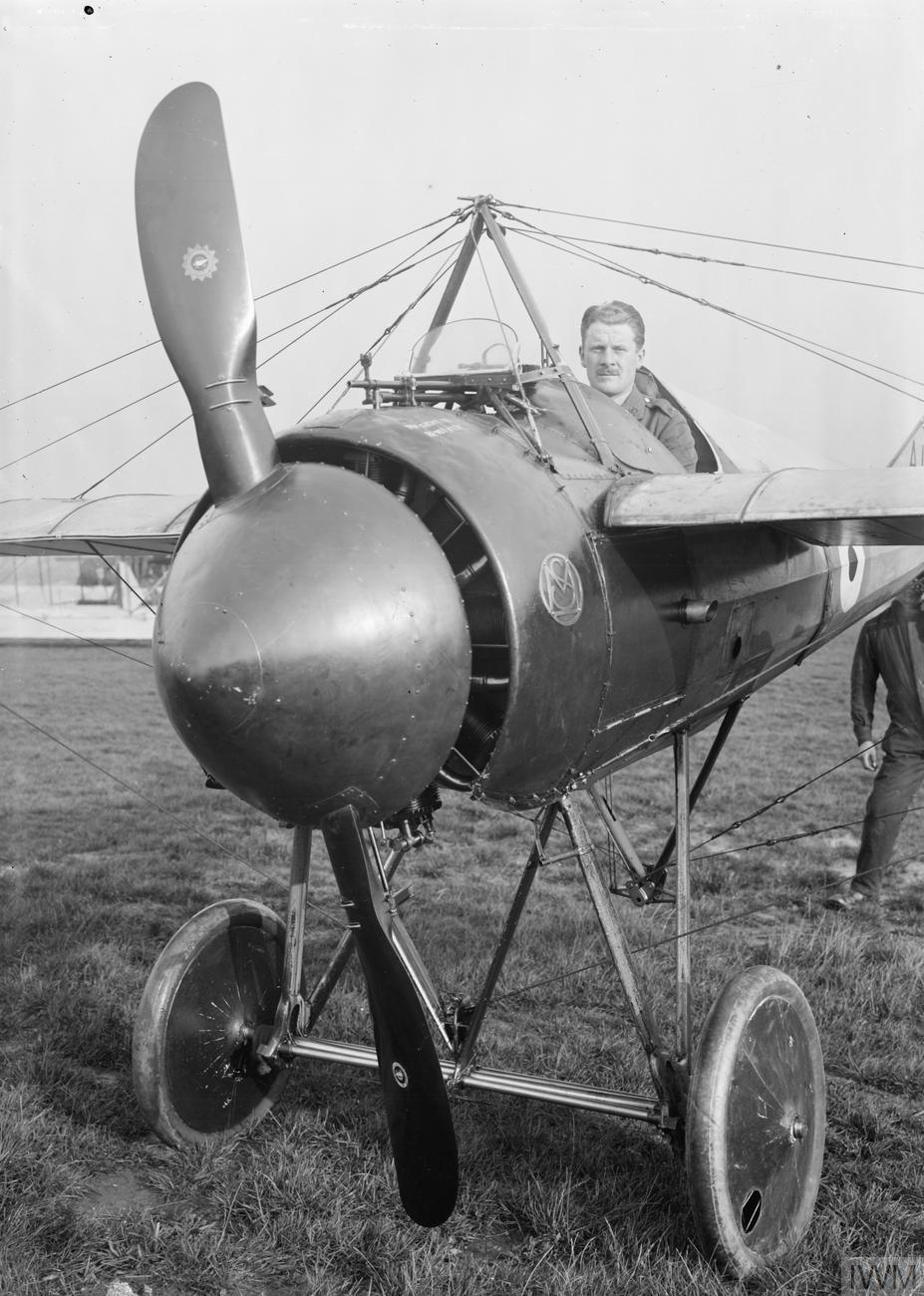
Morane-Saulnier Type N, avion représenté sur l'avers mais que Roland Garros n'a jamais piloté.
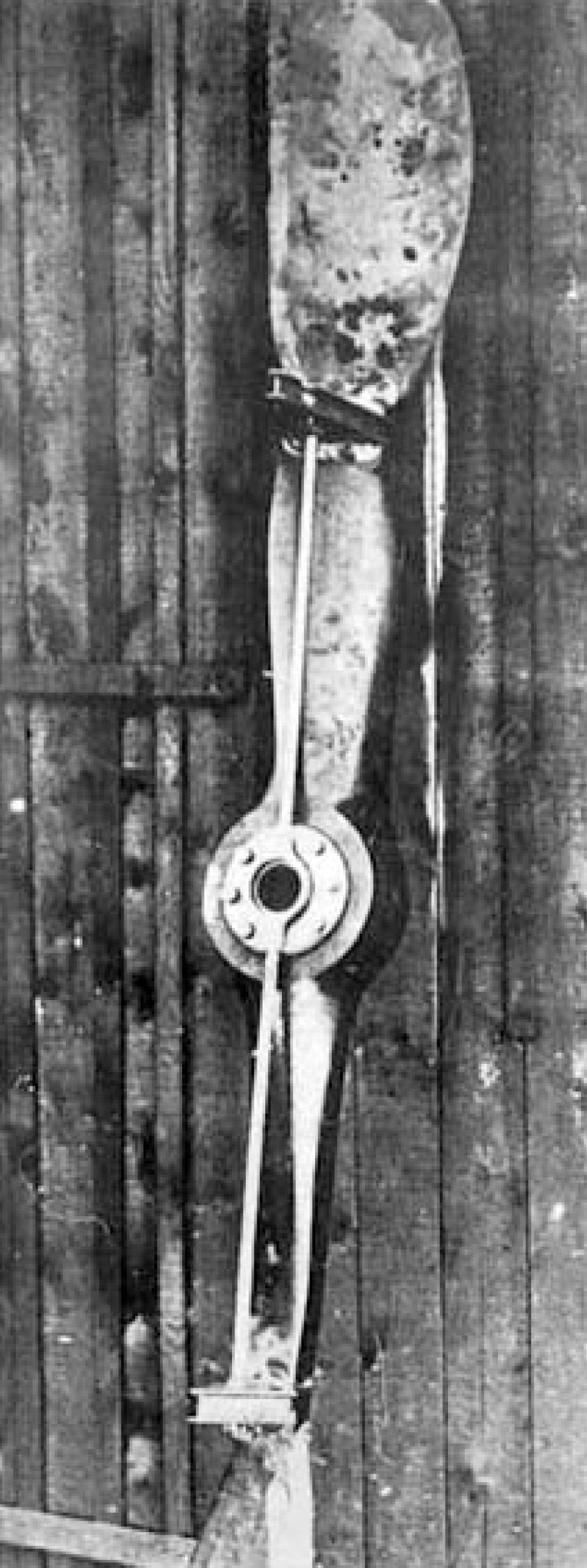
Hélice avec système déflecteur de tir récupéré par les Allemands sur l'avion de Garros après sa capture.

## Frappes

### Frappes communes en alliage cupronickel-aluminium
Comme pour la pièce courante du type Mathieu il existe deux variantes pour la tranche : tranche A (texte lisible avers vers le haut) et tranche B (texte lisible revers vers le haut)

10 F Mathieu avec tranche A.
10 F Mathieu avec tranche B.

| Millésime | Numéro catalogue | Tranche | Tirage     | Remarques |
| --------- | ---------------- | ------- | ---------- | --------- |
| 1988      | F.372/1          | A       | 1 850      | essai     |
| 1988      | F.372/2          | B       | 1 850      | essai     |
| 1988      | F.372/3          | A       | 29 973 011 |           |
| 1988      | F.372/4          | B       | 29 973 011 |           |

### Frappes en métaux précieux pour collectionneurs
En plus des pièces courantes mises en circulation au prix de leur valeur faciale, trois autres types de pièces ont été frappées dans des métaux précieux, destinées aux collectionneurs et vendues à un prix plus élevé.
Identiques dans leurs caractéristiques à la pièce courante (dessins, diamètre et épaisseur), elles diffèrent de celle-ci par une tranche lisse, leur masse en raison de leur composition différente ainsi qu'au niveau des tolérances autorisées, plus restrictives.
| Désignation de la frappe                       | Composition                      | Composition              | Masse              | Masse                    | Tirage prévu |
| Désignation de la frappe                       | Titre                            | Tolérance (en millièmes) | Masse (en grammes) | Tolérance (en millièmes) | Tirage prévu |
| ---------------------------------------------- | -------------------------------- | ------------------------ | ------------------ | ------------------------ | ------------ |
| Pièces en argent de qualité Brillant universel | argent : 900 cuivre : 100        | +/- 3                    | 12                 | +/- 15                   | 10 000       |
| Pièces en argent de qualité Belle épreuve      | argent : 950 cuivre : 50         | +/- 2                    | 12                 | +/- 5                    | 10 000       |
| Pièces en or de qualité Belle épreuve          | or : 920 argent : 40 cuivre : 40 | +/- 1                    | 12                 | +/- 3                    | 3 000        |

Toutes frappes confondues, il devait être fabriqué au total 30 000 000 de pièces du type Roland Garros selon le Journal Officiel.

## Sources
- Le Franc IV. Argus des monnaies françaises, éditions les Chevau-légers, 2001
- Compagnie Générale de Bourse